# Campionato austriaco di pallavolo femminile
Il campionato austriaco di pallavolo femminile è un insieme di tornei pallavolistici per squadre di club austriache, istituiti dalla Federazione pallavolistica dell'Austria.

## Struttura
- Campionati nazionali professionistici:

Austrian Volley League Women: a girone unico, partecipano nove squadre.
- Campionati nazionali non professionistici:

2. Bundesliga: a tre gironi, partecipano ventuno squadre.